# Берестейский детинец
Берестейский детинец — укреплённая часть древнерусского Берестья (современного Бреста), впервые упомянутого в летописи под 1017 годом. Деревянный детинец Берестья, возникший на рубеже X—XI веков, располагался на мысе, образованном Западным Бугом и руслом реки Мухавец. Традиционно считается, что он был треугольной формы, однако существует также мнение, что он имел удлинённо-овальную форму. Его площадь составляла 1 га. Детинец окружали деревянные двухъярусные стены-городни с несколькими башнями и, возможно, невысокий земляной вал.

К 1273 году относится строительство церкви Святых Петра и Павла. В 1276—1288 годах на территории детинца был сооружен 30-метровый каменный «Столп Берестейский», однобашенная крепость-донжон, относимая специалистами к башням волынского типа. Остатки этой древней башни были разобраны в 1831 году при строительстве Брестской крепости. 

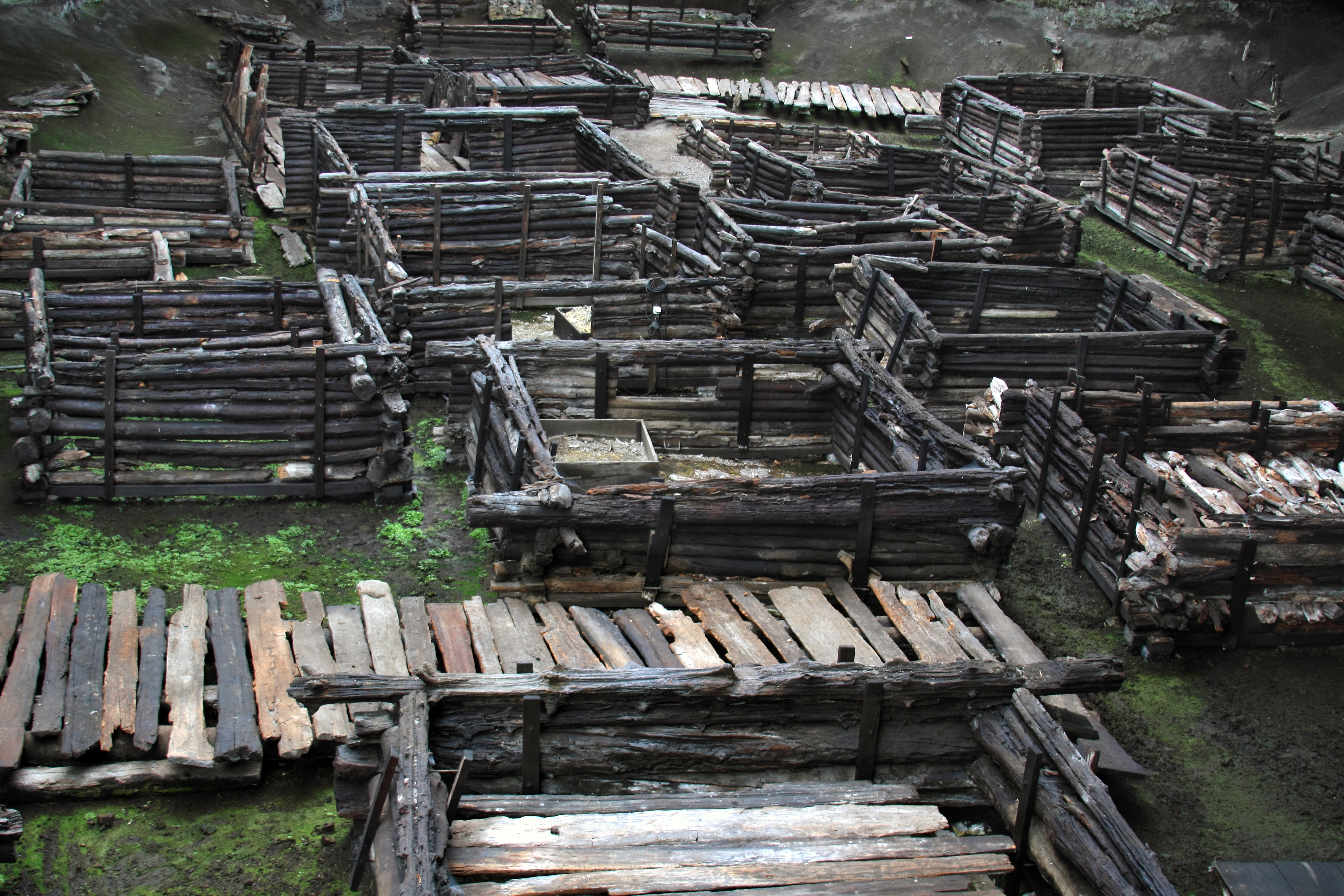
Остатки построек XIII века в музее «Берестье»

В эпоху принадлежности города к Великому княжеству Литовскому прежние укрепления детинца, за исключением капитальной башни-донжона, были убраны. На его месте был построен Брестский замок.
В советское время систематические раскопки в Бресте проводил П. Ф. Лысенко. Культурный слой в детинце мощностью 7 м хорошо сохранил органику и несколько ярусов жилых и хозяйственных построек. Археологические исследования выявили квартальный принцип планировки и высокую плотность застройки. Между улицами шириной 2,4—4 м размещалось 3—4 ряда строений, конструктивно представлявших однокамерные срубы. Площадь застроенной территории доходила до 60 %. Были откопаны целые улицы, вымощенные бревнами — более 200 домов и хозяйственных построек. Сейчас на территории городища функционирует археологический музей «Берестье».